# Лопершице
Лопершице (на словенски: Loperšice) е село в Словения, Подравски регион, община Ормож. Според Националната статистическа служба на Република Словения през 2015 г. селото има 189 жители.